# 埃洛利瓦尔
埃洛利瓦尔，是西班牙卡斯蒂利亚-拉曼恰瓜达拉哈拉省的一个市镇。总面积17平方公里，总人口98人（2001年），人口密度6人/平方公里。